# ヨーロッパ旱魃 (1540年)
1540年のヨーロッパ旱魃（ヨーロッパかんばつ）は、ヨーロッパにとって異常気象であった。多くの古気候学的な分析により、この旱魃のときの気温と降水量が再構築され、現代の状況と比較されている。
Wetter et al. (2014)による歴史的な気候データの基礎的な分析により、11か月にわたりヨーロッパではほとんど降水がなく、限定的な旱魃であったかもしれないことが導かれた。しかし、年輪年代学による追加の基礎的なデータから、Büntgen et al. (2015)はこれらの結論に疑問を呈し、この異常気象の記録は守られ続けるようなものではなかったと結論した。

## 原因
この旱魃は、アゾレス高気圧が平年よりかなり北東に張り出したことで発生したと考えられている。このような気圧配置になると、高気圧の東側に降雨域や低温域が出現することが知られており、この年も、現在のロシア西部では寒く、洪水が頻発したとの記録が残っている。旱魃は、アフリカのモロッコやリビアの一部にまで及んだ。

## 経過

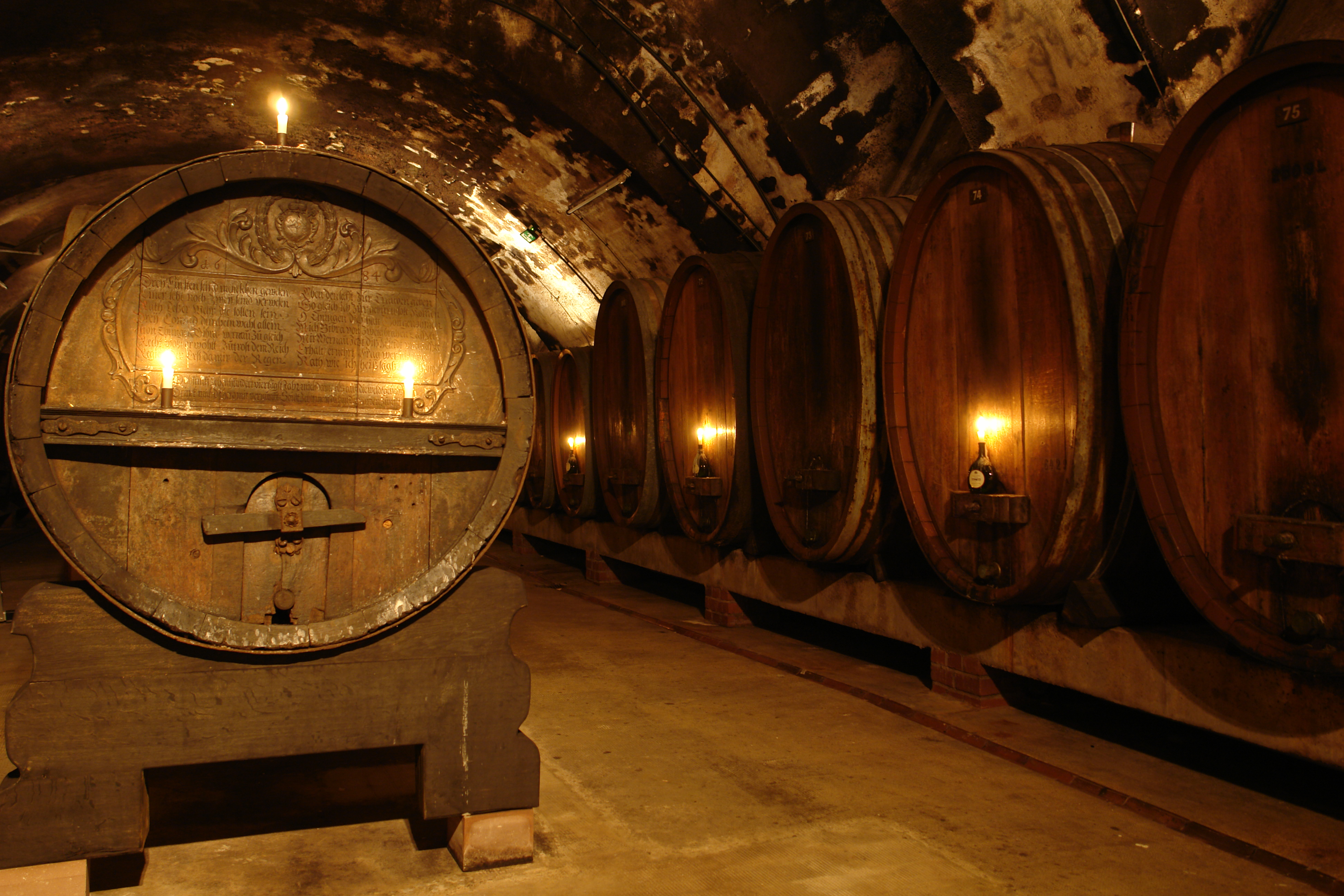
ヴュルツブルク州立ワイナリーにあるスウェーデンファスは、「1000年に一度のワイン」である1540年のワインを貯蔵するために建設された。

新聞のインタビューでスイスの歴史学者クリスチャン・フィスターが描写したところによれば、旱魃はイタリア北部で始まり、冬だというのに7月のような暑さに見舞われた。1539年10月から1540年4月上旬までは雨が1滴も降らず、その後に旱魃は北に広がった。
11か月にわたり、降雨はなかったといってもよいほど少なく、気温は20世紀の標準的な値より5–7 °C高かった。イングランドでは7月10日ごろから10月18日まで、ボヘミアのロウニでは5月26日から8月8日を除き10月13日まで、雨が降らなかった夏の気温は多くの場所で40 °Cを上回ったと考えられている。当時の記録には、暑さは「我慢の限界を超えている」とある。ヨーロッパでは多くの木々が燃え、そのときに発せられた息苦しい灰が太陽の光を遮ったが、1540年の夏には雷雨は一度も報告されなかった。5月の時点ですでに水は乏しいものになっており、井戸水や湧き水も干上がった。水車は動かず、人々は飢え、動物たちは屠殺された。7月になると燃え残った炭のような暑さに見舞われ、教会では祈りが始まり、ライン川、エルベ川、セーヌ川は干からび、足を濡らさずに横断することができるようになった。水が残っていた場所では、温かい水が緑色に変色しており、死んだ魚がへたばって浮き上がっているのが確認された。ボーデン湖の水位は記録的に低くなり、リンダウは実際に本土と陸続きになった。まもなくすると、表面の水は完全に蒸発し、土には割れ目ができた。中には、足がすっぽり入ってしまうほど幅の広い、乾いた割れ目もあった。高温は12月まで続き、年末でも水温は泳ぐには少し冷たい程度だった。
アルザス地方では、果物の花が2回咲き、リンダウでは、2回目のサクランボの収穫が実際に可能になるほどにまで至った。ボーデン湖ではたちまち、ワインが水よりも安くなり、リモージュのワイナリーからは、炒められたブドウが収穫された。このようなブドウから作られたワインはシェリーのようなものになり、人々はそれを一気に飲んだ。ワインの収穫時期も、例年より数週間早かった。ハン・ミュンデンからは、1540年にクヴェステンベルクのワイナリーで製造された公爵のワインがいかに素晴らしく、国外のものより優れていたかを解説したものが発見されている。スイスにあるゴールディヴィル村の人々は、毎日標高にして500メートルほどの自暴自棄的な昇り降りを、ただテューン湖に残っている、樽数杯分の水を汲むためだけに繰り返した。
この旱魃に伴い、50万人が犠牲になったと推測されているが、そのほとんどが下痢によるものだったと考えられている。

## 他の異常気象との比較
Orth et al. (2016)は、1540年の夏の平均気温は1966年から2015年の平均より高く、20パーセントの確率で、2003年の熱波のときの気温をも上回っていたと結論付けた。

## 文学
- Rüdiger Glaser: Klimageschichte Mitteleuropas – 1200 Jahre Wetter, Klima, Katastrophen, Darmstadt 2001, (3. Auflage 2008) S. 108